# Geneviève Moracchini-Mazel
Pour les articles homonymes, voir Moracchini et Mazel.
Geneviève Moracchini-Mazel (30 octobre 1926 – 14 février 2014) est une chercheuse au Centre national de la recherche scientifique et une archéologue française.

## Biographie
Geneviève Moracchini-Mazel naît le 30 octobre 1926 à Saint-Denis (Seine-Saint-Denis).
En avril 1951, Geneviève Moracchini-Mazel commence à étudier Mariana, une ancienne colonie romaine dans la province Corse-Sardaigne. En 1958, elle obtient une licence d'histoire de l'art et d'archéologie après ses études à la Sorbonne. Dès lors et jusqu'en 1990, elle fait des recherches en Marana.
En 1967, elle devient membre titulaire du Centre national de la recherche scientifique et approfondit ses travaux dans l'architecture paléochrétienne.
En parallèle, Geneviève Moracchini-Mazel participe également à la vie associative, en créant l'association des Amis de Mariana en 1966, ainsi que la Fédération d'associations et groupements pour les études corses (FAGEC) en 1970, au sein desquelles elle exerce respectivement les postes de présidente et vice-présidente, jusqu'à sa mort.
Geneviève Moracchini-Mazel est aussi directrice de la publication des Cahiers Corsica, une revue scientifique corse consacrée à ses recherches.
Elle meurt le 14 février 2014 à Bastia (Haute-Corse),. Ses obsèques se déroulent le 17 février à l'église Saint-Pancrace de Castellare-di-Casinca (Haute-Corse).

## Œuvres
- Trésors oubliés des églises de Corse, Hachette, 1959
- Les Églises romanes de Corse, Klincksieck, 1967
- Les monuments paléochrétiens de la Corse, Klincksieck, 1967
- Corse romane, vol. 37, Zodiaque, coll. « Zodiaque : La nuit des temps », 1972
- Les Églises piévanes de Corse, de l'époque romaine au Moyen âge, Bastia, FAGEC, 1974 (ISBN 2-85279-044-0)
- « La Piévanie de Paomia », Cahiers Corsica, FAGEC, vol. 77,‎ 1978
- Le site de Ficaria à Pianottoli-Caldarello, Corse du Sud : Les chapelles funéraires sur la plage, Bastia, FAGEC, 1991 (ISBN 2-85279-141-2 et 978-2852791411)
- « Abbayes primitives et monuments du haut Moyen âge en Corse », Cahiers Corsica, FAGEC,‎ 1992
- Corsica sacra : IVème-Xème siècles, vol. 1, Porto-Vecchio, A. Stamperia, 2004, 343 p. (ISBN 2-9514913-4-4 et 978-2951491342)
- Les sanctuaires préromans de Corse depuis les origines, VIe-IXe s., jusqu'à la fin du premier art roman, Xe-milieu du XIe s., vol. 220, Bastia/Castellare de Casinca, FAGEC, 2007, 18 p. (ISBN 978-2-85279-220-3 et 2-85279-220-6)